# Macapá (microregio)
Macapá is een van de vier microregio's van de Braziliaanse deelstaat Amapá. Zij ligt in de mesoregio Sul do Amapá en grenst aan de Atlantische Oceaan in het oosten, de mesoregio Norte do Amapá in het noorden en noordwesten, de microregio Mazagão in het westen en zuiden en de deelstaat Pará in het zuidoosten. De microregio heeft een oppervlakte van ca. 38.503 km². Midden 2004 werd het inwoneraantal geschat op 451.161.
Acht gemeenten behoren tot deze microregio:
- Cutias
- Ferreira Gomes
- Itaubal
- Macapá
- Pedra Branca do Amapari
- Porto Grande
- Santana
- Serra do Navio

Mesoregio's: Norte do Amapá · Sul do Amapá

Microregio's: Amapá · Macapá · Mazagão · Oiapoque